# Megistocera
Megistocera är ett släkte av tvåvingar. Megistocera ingår i familjen storharkrankar.
Kladogram enligt Catalogue of Life:
| Megistocera | \| \| Megistocera filipes \| \| \| \| \| \| Megistocera longipennis \| \| \| \| |
|             | \| \| Megistocera filipes \| \| \| \| \| \| Megistocera longipennis \| \| \| \| |
|             | Megistocera filipes                                                             |
|             |                                                                                 |
|             | Megistocera longipennis                                                         |
|             |                                                                                 |